# Protein C
Protein C ist ein Vitamin-K-abhängiges Protein im (menschlichen) Blutplasma. Es wird in der Leber als inaktive Vorstufe synthetisiert und wirkt nach Aktivierung als Serinproteinase.
Die Wirkung dieses Proteins wurde 1960 vom deutschen Mediziner Eberhard Mammen entdeckt. In den folgenden zehn Jahren erforschten eine Reihe von Hämostaseologen (Fachleute für Blutgerinnung) die weiteren Zusammenhänge von Protein C als Bestandteil eines komplexen Regulationssystems, das für den physiologischen Ablauf der Blutgerinnung (Hämostase), also der gesunden Funktion, von entscheidender Bedeutung ist.
Dem Protein C werden grundsätzlich drei physiologische Funktionen zugeschrieben:
1. antikoagulatorische Wirkung (blutgerinnungshemmend),
2. profibrinolytische Wirkung (Blutgerinnsel auflösend),
3. antiinflammatorische Wirkung (entzündungshemmend).

Blutgerinnung (Hämostase) erfolgt bei normaler Funktion an der Läsion, dem Trauma oder der Verletzung. Damit hingegen Blut nicht unkontrolliert auch an unverletzten Stellen im Blutgefäßsystem gerinnt, bindet Thrombin (FIIa) an Thrombomodulin der Endothelzellen des Blutgefäßes und aktiviert dadurch Protein C zu dem sogenannten aktivierten Protein C (APC). Aktiviertes Protein C komplexiert mit Protein S, um dann in der freien Blutbahn die Gerinnungsfaktoren FVa und FVIIIa durch Proteolyse zu inaktivieren. Protein S wirkt als Kofaktor (helfender Faktor) des Protein C. Der Komplex wirkt dadurch letztendlich als physiologisches Antikoagulantium (Blut-Gerinnungshemmer).
Ein aus Blutplasma hergestelltes Protein-C-Konzentrat steht unter dem Handelsnamen Ceprotin zur Behandlung des angeborenen Protein-C-Mangels und der Cumarinnekrose zur Verfügung.
Rekombinant hergestelltes Protein C steht unter dem Freinamen Drotrecogin als Arzneistoff zur Verfügung; ein entsprechendes Arzneimittel war von 2002 bis 2011 in der EU zur Behandlung einer schweren Sepsis zugelassen.
Protein C hat in der Antikoagulationsbehandlung mit Vitamin-K-Antagonisten einen wichtigen Effekt. Zu Beginn der Therapie werden nicht nur die Bildung der Vitamin-K-abhängigen Gerinnungsfaktoren (II, VII, IX und X) gehemmt, sondern auch Protein C und Protein S. Protein C hat eine wesentlich kürzere Halbwertszeit als die meisten Gerinnungsfaktoren (6 h ggü. 60 h bei Faktor II), was dafür sorgt, dass nach Therapiebeginn die Konzentration von biologisch aktivem Protein C deutlich schneller abfällt als z. B. von Faktor II. Dadurch steigt die Gerinnung und damit die Thrombosegefahr initial. Dies muss durch eine überlappende Therapie mit einem Heparin über einige Tage verhindert werden.
Der IGeL-Monitor des MDS (Medizinischer Dienst des Spitzenverbandes Bund der Krankenkassen) hat 2012 die Studienlage zur vorsorgenden Bestimmung der Protein-C-Aktivität als „Thrombose-Check“ ausgewertet und bewertet den Nutzen bei gesunden Menschen ohne zusätzliche Risikofaktoren aufgrund der schwachen Datenlage als „tendenziell negativ“.
Die Wissenschaftler fanden keine Hinweise auf Schäden, aber auch keine auf einen Nutzen. Zitat:

„Ob man dazu neigt, Blutklümpchen zu bilden, lässt sich unter anderem über die Protein-C-Aktivität bestimmen. Allerdings ist eine angeborene erhöhte Gerinnungsneigung nur einer von zahlreichen Risikofaktoren für das Auftreten von Thrombosen. Viel häufiger bestehen Gefahren in bestimmten Risikosituationen wie etwa bei längerer Bettruhe oder nach Operationen. Die Kasse zahlt unter Umständen auch eine Protein-C-Bestimmung und andere Untersuchungen, wenn ein konkreter Verdacht auf eine Thrombose oder eine angeborene Gerinnungsstörung besteht. In allen anderen Fällen ist die Protein C-Bestimmung eine IGeL.“

## Handelsnamen
Kombinationspräparate
Beriplex (D, A, CH), Octaplex (D, A, CH), PPSB-human SD (D), Prothromplex (A), Desonstaplex (CH, A)